# Baño de Gasim bey

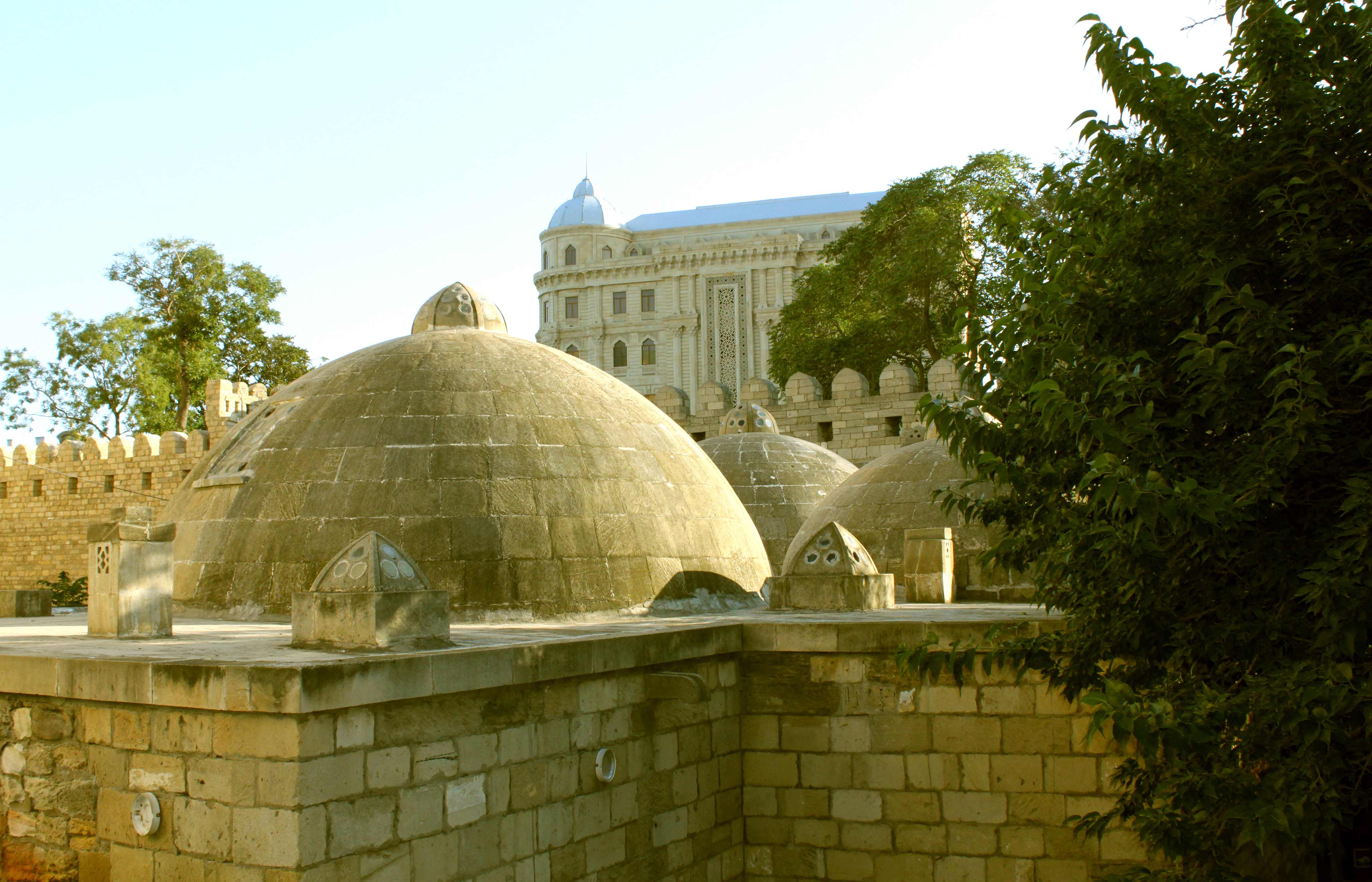
Baño de Gasim bey, Bakú, Azerbaiyán

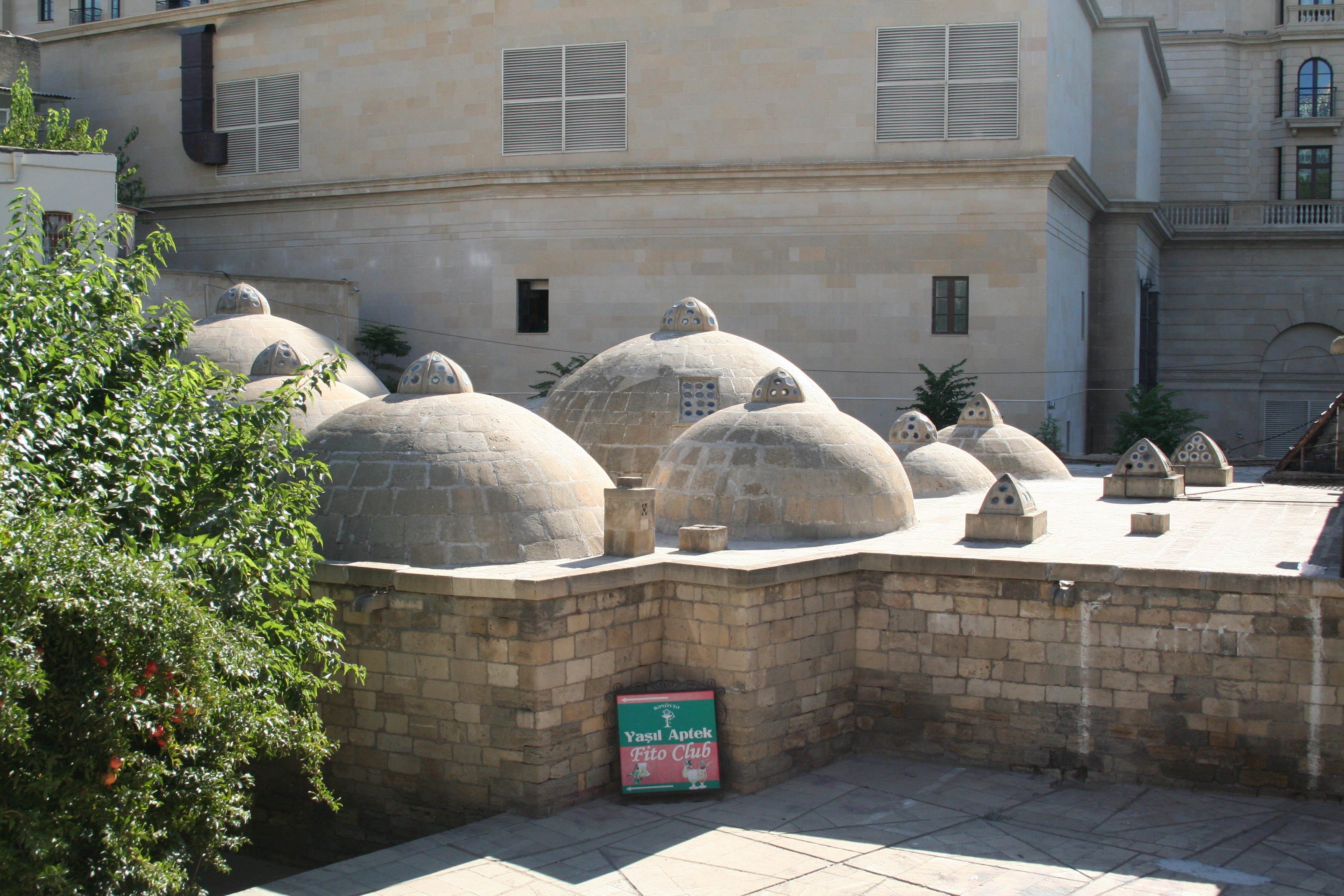
Baño de Gasim bey, Ciudad Vieja, Bakú, Azerbaiyán

El Baño de Gasim bey , construido en el siglo XVII, es un monumento medieval de relevancia nacional. Este baño también se ha nombrado el "Baño Dulce" porque en este baño se sirvió las golosinas con té. El baño está localizado cerca las puertas de Salyan de la fortaleza, Icheri Sheher, Azerbaiyán.
El baño tiene un diseño tradicional, con una sala de entrada, un guardarropa, baños y piscinas. Las cúpulas en forma de cruz están en el vestuario y la piscina. Los tubos cerámicos fueron localizados en las paredes y bajo el piso para abastecer agua y calefacción.
En el año de 1970 el baño se reconstruyó y ahora funciona como una farmacia.